# Hashøj
Hashøj é um município da Dinamarca, localizado na região este, no condado de Vestsjaelland.
O município tem uma área de 130,75 km² e uma  população de 6 517 habitantes, segundo o censo de 2004.